# Lincoln Park (Michigan)
Lincoln Park è una città della Contea di Wayne, nello Stato del Michigan. La popolazione nel 2010 era di 38 144 abitanti. Fa parte della regione metropolitana di Detroit. È diventata un villaggio nel 1921 e organizzata come città nel 1925. L'area era originariamente abitata dagli indiani Potawatomi, che cedettero la terra al francese Pierre St. Cosme nel 1776.